# Северное сияние (картина)
«Северное сияние» (лат. Aurora Borealis) — картина, написанная американским художником Фредериком Эдвином Чёрчем (Frederic Edwin Church, 1826—1900) в 1865 году. Принадлежит Смитсоновскому музею американского искусства в Вашингтоне. Размер картины — 142,3 × 212,2 см.

## Описание
На картине изображён суровый арктический пейзаж, состоящий из льда и камней, с призрачным и причудливым светом северного полярного сияния на небе. Слева на переднем плане видна шхуна United States экспедиции Айзека Израэля Хейса (Isaac Israel Hayes) — полярного исследователя и друга Фредерика Чёрча. За ней находятся тёмные скалистые горы, а вдали возвышается треугольный профиль пика Чёрча (англ. Church's Peak), который был назван Хейсом в честь художника.

## История

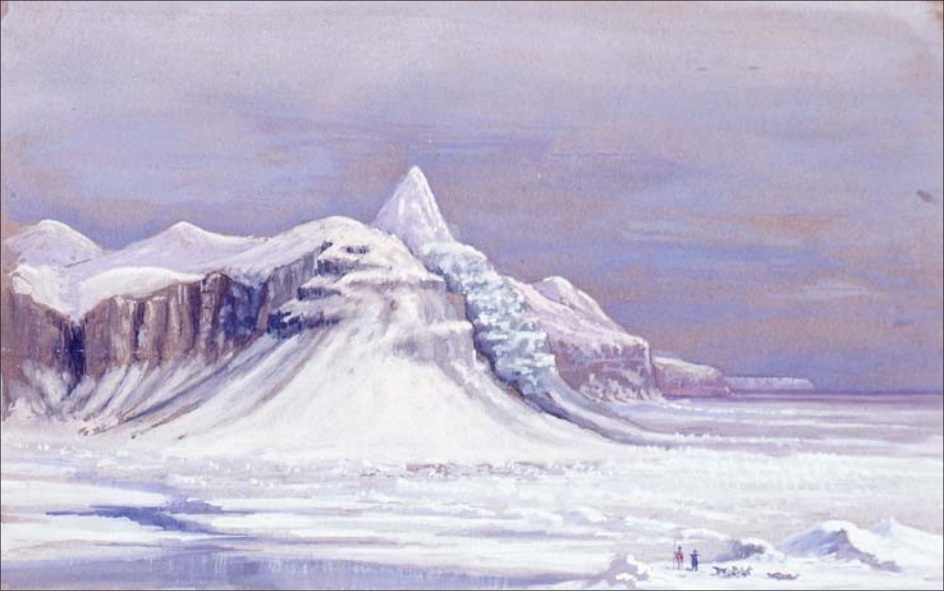
Айзек Израэль Хейс.
Пик Чёрча, Арктика (1860)

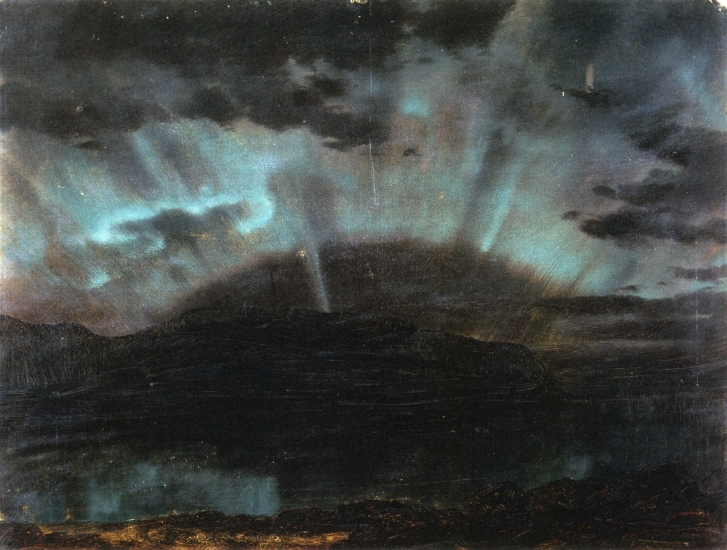
Фредерик Эдвин Чёрч.
Северное сияние. Остров Маунт-Дезерт. Из Бар-Харбора, Мэн (1864)

При написании картины Чёрч использовал рисунок «Пик Чёрча, Арктика» (англ. Church's Peak. Arctic Regions), сделанный Айзеком Израэлем Хейсом во время его полярной экспедиции 1860—1861 годов. Согласно подробному описанию, приведённому Хейсом в его книге «Открытое полярное море» (англ. The Open Polar Sea), а также в более поздней книге Чарльза Томлинсона, пик Чёрча находится на восточном побережье острова Элсмир, со стороны пролива Кеннеди, разделяющего северные канадские острова и Гренландию.
Сам Чёрч был свидетелем северного сияния, которое можно было видеть с острова Маунт-Дезерт (штат Мэн) 23 декабря 1864 года. Он запечатлел его на картине «Северное сияние. Остров Маунт-Дезерт. Из Бар-Харбора, Мэн» (англ. Aurora Borealis. Mt Desert Island. From Bar Harbor, Maine; город Бар-Харбор — самый крупный населённый пункт на острове). Многие американцы, наблюдавшие это северное сияние, восприняли его как предзнаменование победы Севера в продолжавшейся гражданской войне — именно в качестве этого символа и была воспринята картина «Северное сияние», оконченная в 1865 году.
В 1911 году Элинор Блоджетт (Eleanor Blodgett) передала картину «Северное сияние» в дар Смитсоновскому музею.

## Другие картины
Другая известная картина Чёрча, связанная с северной тематикой — «Айсберги» — была написана в 1861 году. Она является частью коллекции Музея искусств Далласа. У Чёрча также есть несколько других картин с изображением айсбергов.